# Oorgier
De oorgier (Torgos tracheliotos) is een Afrikaanse gier uit de familie van de havikachtigen (Accipitridae). Het is de enige soort uit het geslacht Torgos  dat behoort tot de groep van gieren van de Oude Wereld.

## Kenmerken
De kop is naakt en heeft een rode tot oranje kleur. Het verenkleed is zwart met een grijze band aan de pennen. Mannetjes en vrouwtjes zijn te herkennen aan de kleur van hun ogen. Mannetjes hebben lichtere witte ogen, terwijl vrouwtjes eerder bruine ogen hebben. De vogel is gemiddeld 1,15 meter lang en heeft een vleugelspanwijdte van 2,8 meter. Het gemiddelde gewicht is 6,78 kilogram (5,4 tot 9,4 kg).

## Leefwijze
De oorgier is een aaseter en vindt zijn prooi met zijn uitstekend gezichtsvermogen. Zoals vrijwel alle gieren heeft ook de oorgier een kale kop, een gevederde kop zou binnen korte tijd doordrenkt zijn met bloed en andere lichaamssappen vanwege de aas-etende levenswijze. Deze grote gier neemt de eerste plaats in bij karkassen waar hij de kleinere aaseters domineert. Zijn zware snavel stelt hem in staat om een karkas open te scheuren (waar de kleinere soorten van meeprofiteren) en om taaiere stukken zoals huid en pezen, waar minder ruzie om is, te verorberen.

## Verspreiding en leefgebied
De soort telt twee ondersoorten:
- T. t. negevensis: zuidelijk Israël en het Arabisch Schiereiland.
- T. t. tracheliotos: noordwestelijk Afrika en Afrika bezuiden de Sahara.

Ze houden van open plaatsen en halve woestijnen.  Maar ze zijn ook al gezien in bossen, op heuvels en in dalen.  Meestal leven ze op hoogtes tot drieduizend meter.

## Status
De grootte van de wereldpopulatie werd in 2012 geschat op 5700 volwassen dieren. Onderzoek na die tijd toont aan dat dit aantal hard achteruit gaat. De voornaamste oorzaak van de achteruitgang is vergiftiging door het gebruik van het middel carbofuran. Veel slachtoffers vallen door het uitleggen van aas dat  strychnine bevat; dit gebeurt om roofdieren te bestrijden. Daarnaast zijn er tal van andere oorzaken zoals verstoring en de aanleg van infrastructuur die een bedreiging vormen. Om deze redenen staat de oorgier als bedreigd op de Rode Lijst van de IUCN.